# Leucauge undulata
Leucauge undulata là một loài nhện trong họ Tetragnathidae.
Loài này thuộc chi Leucauge. Leucauge undulata được miêu tả năm 1863 bởi Vinson.